# Bitwa pod Dardanelami (1807)

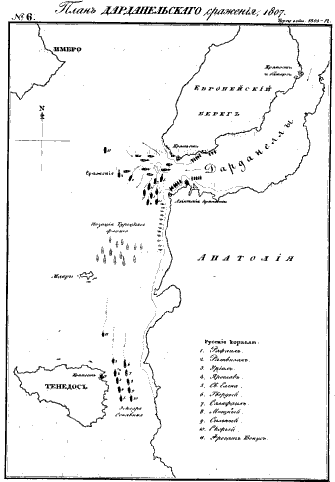
Przebieg bitwy pod Dardanelami

Bitwa pod Dardanelami – bitwa morska stoczona w dniach 10–11 maja 1807 roku (22–23 maja s.s.) na Morzu Egejskim w czasie wojny rosyjsko-tureckiej (1806–1812), rozegranej na teatrze południowoeuropejskim.
Toczona od 1805 r. wojna w związku z naruszeniem przez Turcję umów z 1805 r. dotyczących przechodzenia okrętów i statków rosyjskich przez cieśniny z Morza Czarnego na M. Egejskie objęła swoim zasięgiem także morza. W lutym 1807 rosyjska eskadra śródziemnomorska znajdująca się koło wyspy Korfu, w sile 10 okrętów liniowych i 754 działa, pod dowództwem wiceadmirała Dmitrija Sieniawina rozpoczęła działania wojenne. Eskadra Sieniawina w składzie; 10 okrętów liniowych i 1 fregata od 6 marca blokowała Dardanele. 10 maja eskadra zaatakowała eskadrę turecka w składzie: 8 okrętów liniowych, 6 fregat, 4 okręty żaglowe, 1 bryg i ok. 80 okrętów wiosłowych, pod dowództwem kapudan-paszy Sejit Ali, która wyszła z cieśniny Dardanele. Eskadra turecka po walce ukryła się w cieśninie. 11 maja eskadra rosyjska próbowała zniszczyć pozostałe po walce 3 uszkodzone okręty tureckie, lecz zdołały one uciec.
Straty rosyjskie: 26 zabitych i 56 rannych, straty tureckie: 3 okręty  i do 2 tys. marynarzy.